# Leon Herbert
Leon Herbert (Georgetown, 18 giugno 1955) è un attore britannico, noto per le apparizioni in film tra cui L'ultima Salomè, Scandal - Il caso Profumo, Batman, Alien 3 e Nome in codice Nina.

## Filmografia

### Attore

#### Cinema
- Scanners, regia di David Cronenberg (1981)
- L'ultima Salomè (Salome's Last Dance), regia di Ken Russell (1988)
- Scandal - Il caso Profumo (Scandal), regia di Michael Caton-Jones (1989)
- Batman, regia di Tim Burton (1989)
- Alien³, regia di David Fincher (1992)
- Nome in codice: Nina (Point of No Return), regia di John Badham (1993)
- Creature selvagge (Fierce Creatures), regia di Robert Young e Fred Schepisi (1997)
- 9 Dead Gay Guys, regia di Lab Ky Mo (2002)
- Emotional Backgammon, regia di Leon Herbert (2003)
- Dark Floors, regia di Pete Riski (2008)
- For Love or Money, regia di Mark Murphy (2019)

#### Televisione
- Late Starter – serie TV, 1 episodio (1985)
- Metropolitan Police – serie TV, 1 episodio (1987)
- Identità bruciata – miniserie TV, 2 puntate (1988)
- Eurocops – serie TV, 1 episodio (1989)
- Paradise Club – serie TV, 20 episodi (1989-1990)
- Kavangh QC – serie TV, 1 episodio (1997)
- Il magico mondo delle favole – miniserie TV, 2 puntate (2000)
- Testimoni silenziosi (Silent Witness) – serie TV, 2 episodi (2018)
- Outlander – serie TV, 4 episodi (2018-2019)
- Doctors – soap opera, 1 puntata (2020)
- Delitti in Paradiso (Death in Paradise) – serie TV, episodio 13x01 (2024)

### Regista
- Emotional Backgammon (2003)

## Doppiatori italiani
Nelle versioni in italiano delle opere in cui ha recitato, Leon Herbert è stato doppiato da:
- Pasquale Anselmo in Batman
- Mario Bombardieri in Alien³
- Alberto Angrisano in Delitti in Paradiso